# David Capistrano Filho
David Capistrano da Costa Filho (Recife, 7 de julho de 1948 — São Paulo, 10 de novembro de 2000) foi um político e médico sanitarista brasileiro. Foi prefeito da cidade de Santos de 1993 a 1996.

## Infância e juventude
Era o mais velho e o único homem dos três filhos de David Capistrano da Costa com Maria Augusta Capistrano. Suas irmãs são Maria Cristina e Maria Carolina. David Capistrano da Costa Filho teve uma infância conturbada devido a cassação do Partido Comunista Brasileiro pelo governo Dutra em 1947 e como consequência a ordem de prisão contra seu pai, que passou a viver na clandestinidade. Passou os seus primeiros anos de vida principalmente com a sua mãe e suas irmãs. Por um tempo sua família acompanharia, com sua mãe também clandestina, seu pai nas atividades políticas do PCB na cidade do Rio de Janeiro.
Em 1956, sob um novo contexto político promovido por Juscelino Kubitschek, que teve o apoio dos comunistas na eleição presidencial, David Capistrano volta a viver com a família em Recife, onde em 1962 passa a estudar no Colégio Estadual de Pernambuco, aos 14 anos de idade.
É nesse período que Capistrano se inicia na política, participando da União da Juventude Comunista no colégio, composto por ele e outros 24 alunos.
Dois dos seus companheiros no movimento estudantil foram assassinados pelo Exército quando participavam de um protesto contra a deposição do governador Miguel Arraes, que viria a ser preso como consequência do golpe militar de 1964. Aproximadamente 20 dias após o golpe David e sua mãe são presos. Ela ficaria por volta de um mês presa e David ainda ficaria mais dois meses em reclusão. Uma de suas tias que era freira precisou interceder para sua libertação.
Após 1964, intensifica a atuação política, rearticulando o setor secundarista, publicando jornais, fazendo pichações e panfletagens e participando das infindáveis discussões internas do PCB, em torno da interpretação dos eventos de 1964 e dos rumos a seguir na nova conjuntura política.
Em 1965, aos 17 anos, ele participa de um concurso estudantil de oratória, com o tema da prostituição. No final desse ano David saiu de Pernambuco com Maria Augusta e as irmãs, Cristina e Carolina, migrando para o estado do Rio de Janeiro, onde viria a cursar o último ano do científico ao mesmo tempo que fazia um curso preparatório para o vestibular de medicina. Ingressou no curso de medicina da Faculdade de Medicina da UFRJ e inicia militância no movimento estudantil universitário.

## Vida adulta e carreira política
No Rio de Janeiro, Capistrano se torna membro da executiva estadual do PCB e envolve-se na luta armada contra a ditadura militar brasileira. Sua permanência no Rio de Janeiro, porém, torna-se inviável a partir de 1972, quando seu nome é identificado pelos serviços de segurança e este passa a ser alvo de investigações. Em 1974 vem para São Paulo buscando a formação de médico sanitarista com Sérgio Arouca, professor da UNICAMP. Depois pleiteia a Kurt Kloetzel, professor da Faculdade Medicina de Jundiaí, vaga de emprego no manicômio judiciário do município de Franco da Rocha. Ele tinha a esperança de encontrar seu pai preso no manicômio, onde se desconfiava que estivessem alguns presos políticos, mas trabalharia por pouco tempo nessa instituição prisional sem conseguir localizar seu pai e seria preso no início de 1975.
Com isso, David decide mudar-se para São Paulo, onde não consegue evadir o cerco policial e acaba preso no final de 1975. É nesse período em que Capistrano estabelece na cadeia as relações com o grupo que estaria a seu lado no esforço para reconstruir a seção paulista do PCB.
Aos 28 anos, em 1976, era reconhecido como o principal dirigente do PCB no estado de São Paulo e exerce o cargo de secretário político do comitê estadual do partido até julho de 1983. Durante esse período, Capistrano casa-se duas vezes e tem quatro filhos.

### Participação na fundação do PT
Já no início da década de 80, David e seus colaboradores mais próximos, influenciados pelas greves dos metalúrgicos de São Bernardo do Campo - SP de 1978, começam a discordar dos métodos e orientações do comitê central do PCB, rompendo com o mesmo em 1983, sendo afastado pelo comitê central do partido junto com a maioria da sua cúpula estadual.
Junto dos outros comunistas dissidentes de São Paulo, Davi Capistrano funda o jornal "A Esquerda" e inicia uma virada que culminaria na sua filiação ao Partido dos Trabalhadores em 1986.

## Vida política em Santos
Eleito para o diretório regional do PT de São Paulo, dirigiu o Jornal do PT e coordenou a campanha vitoriosa de Telma de Souza para a prefeitura de Santos em 1988. Nesse ano é nomeado secretário da Saúde no governo de Telma e, posteriormente passa a ser chefe de gabinete da prefeita. Antes de integrar o secretariado da Prefeita Telma de Souza havia sido Secretário da Saúde no município de Bauru na gestão de Tuga Angerami, onde foi responsável, por entre outros feitos, zerar a incidência de cáries em crianças abaixo dos 5 anos. Como secretário de Saúde, participou da Intervenção na Casa de Saúde Anchieta, um marco na história da reforma psiquiátrica no Brasil.
Ao término do governo de Telma, é indicado para a sucessão da mesma e se elege prefeito de Santos em segundo turno em 1992, tomando posse em 1993. Uma das marcas da sua gestão foi a atenção dada à saúde mental, com o fim dos manicômios e da criação dos NAPS (Núcleo de Apoio Psicossocial).
Após uma conturbada gestão como prefeito, afasta-se da vida partidária, não possuindo filiação às tendências internas do PT desde 1996 e não sendo reconduzido ao diretório nacional, expondo a forte influência e o sistema de funcionamento partidário petista, marcado pela federação de grupos.

## Últimos anos de vida
Divergências públicas entre Capistrano Filho e a ex-Prefeita Telma de Souza contribuíram para a derrota do PT para Beto Mansur nas eleições municipais de 1996. Após deixar a Prefeitura de Santos passou a trabalhar como consultor no Ministério da Saúde. Um problema crônico no fígado oriundo de um tratamento para a leucemia dez anos antes o obrigaria a fazer um transplante. No entanto mesmo com o êxito do procedimento cirúrgico não conseguiria resistir e viria a morrer de falência múltipla de órgãos em 10 de novembro de 2000 no hospital Sírio-Libanês.